# Sidonie Nádherný von Borutin
Sidonie Nádherný von Borutin (Vrchotovy Janovice (Txèquia), 1 de desembre 1885; † Harefield, (Anglaterra) 30 de setembre 1950) (en txec: Sidonie Nádherná z Borutína) fou una baronessa i salonière austríaca molt influent al període d'entreguerres per la seva gran amistat amb Rainer Maria Rilke i, sobretot, amb Karl Kraus, amb qui des de 1913 va mantenir una relació tempestuosa. És una representant molt significativa del món tardà de la cultura dels Habsburg a Viena, tant per la seva refinada elegància com per la seva capacitat de promocionar els elements culturals més innovadors del període.
Com a dona emancipada és un element molt representatiu de la seva època. Pertanyen al seu cercle l'arquitecte Adolf Loos, l'escriptor Karel Capek i molts altres personatges significatius, als qui acostumava a convidar llargues temporades al seu castell de Janowitz (prop de Praga), un estatge immens d'estil rococó que esdevingué mític.
El 1920 es va casar amb el comte austríac Maximilian von Thun-Hohenstein, però es va separar d'ell un any més tard i es va divorciar el 1933. L'any 1942, el castell de Janowitz fou confiscat per les tropes alemanyes i esdevingué un lloc d'entrenament de les SS assignades a Bohèmia. Després de la guerra, Sidonie Nádherný va intentar debades mantenir la propietat de la família: Schloss Janowitz va ser expropiat pels soviètics, la propietat es va anar degradant (convertida en magatzem tèxtil i en arxiu) i ella va morir a l'exili a Anglaterra l'any 1950.
El 1999, el cos de Sidonie Nádherný va ser traslladat a Janowitz i enterrat al parc. Al castell, dedicat de nou a la memòria de l'antiga propietària, s'hi fan una trobades culturals i s'ha publicat la seva correspondència (especialment amb Rilke), fonamental per tal de comprende un dels grans moments de la cultura europea del segle xx.